# Catabrosa
Catabrosa is een geslacht uit de grassenfamilie (Poaceae). De soorten van dit geslacht komen voor in Afrika, Amerika, Azië en Europa.

## Soorten (selectie)
- Catabrosa aquatica (L.) Beauv.